# دانشگاه اسکس
دانشگاه اسکس دانشگاهی در نزدیکی شهر کولچستر، انگلستان است، فعالیت این دانشگاه بیشتر در زمینه علوم انسانی و علوم اجتماعی است. 
این دانشگاه رشته‌های زیست‌شناسی، روان‌شناسی و مهندسی الکترونیک و رایانه را نیز دارا است.